# Раддац, Карл
Карл Раддац (нем. Carl Raddatz; 13 марта 1912, Мангейм — 19 мая 2004, Берлин) — немецкий актёр театра и кино.

## Биография
Карл Раддац родился в семье служащего в сфере страхования. В Мангейме Раддац брал уроки актёрского мастерства. Благодаря Вилли Биргелю он попал в Мангеймский национальный театр, затем играл в театрах Ахена, Дармштадта и Бремена.
В 1937 году он получил роль в фильме «Отпуск под честное слово» производства киностудии UFA и затем снялся там же в фильмах «Двенадцать минут после двенадцати» (1939), «Сумерки» (1940), «Иммензее» (1943) и «Под мостами» (1945). Раддац снялся в пропагандистских фильмах Третьего рейха «Концерт по заявкам» (1940), «Возвращение домой» (1941) и «Штукас» (1941).
После Второй мировой войны фильмы «Розы осенью» (1955) и «Ночь решения» режиссёра Фалька Харнака (1956) и «Сделано в Германии» (1957) сделали Раддаца кинозвездой. В 1975 году Раддац снял свой последний кинофильм «Каждый умирает в одиночку». В театре Раддац работал в берлинском театре имени Шиллера, в 1950-е годы занимался озвучиванием фильмов иностранного производства.
Раддац был женат три раза, в первом браке состоял с Ханнелорой Шрот. Похоронен на Далемском кладбище.

## Фильмография
| - 1938: Liebelei und Liebe - 1938: Отпуск под честное слово — Urlaub auf Ehrenwort - 1938: Verklungene Melodie - 1939: Befreite Hände - 1939: Silvesternacht am Alexanderplatz - 1939: Wir tanzen um die Welt - 1939: Zwölf Minuten nach zwölf - 1940: Golowin geht durch die Stadt - 1940: Концерт по заявкам — Wunschkonzert - 1940: Zwielicht - 1941: Возвращение домой — Heimkehr - 1941: Штукас — Stukas - 1941: Über alles in der Welt - 1942: Der 5. Juni - 1943: Иммензее — Immensee - 1944: Das war mein Leben - 1944: Eine Frau für drei Tage - 1944: Жертвенный путь — Opfergang - 1945: Под мостами — Unter den Brücken - 1945: Die Schenke zur ewigen Liebe - 1947: In jenen Tagen - 1949: Wohin die Züge fahren - 1950: Der Schatten des Herrn Monitor - 1950: Epilog — Das Geheimnis der Orplid | - 1950: Gabriela - 1950: Schatten der Nacht - 1950: Taxi-Kitty - 1952: Gift im Zoo - 1952: Türme des Schweigens - 1953: Geliebtes Leben - 1953: Regina Amstetten - 1954: Geständnis unter vier Augen - 1955: Oasis - 1955: Розы осенью — Rosen im Herbst - 1956: Das Mädchen Marion - 1956: Friederike von Barring - 1956: Ночь решения — Nacht der Entscheidung - 1957: Сделано в Германии — Made in Germany — Ein Leben für Zeiss - 1958: Das Mädchen Rosemarie - 1960: Verrat auf Befehl - 1961: Die Pariser Komödie - 1966: Der Mann, der sich Abel nannte - 1974: Die preußische Heirat - 1975: Каждый умирает в одиночку — Jeder stirbt für sich allein - 1979: Будденброки — Die Buddenbrooks - 1984: Heute und damals - 1988: Rosinenbomber - 1990: Деррик — Derrick — Solo für vier |